# 72
Aquesta pàgina és per a l'any. Per al nombre, vegeu setanta-dos.

## Esdeveniments
- Guerra entre romans i jueus.
- Comença la construcció del Coliseu a Roma

## Naixements
- Julia Balbila, poetessa i princesa del regne de Commagena

## Defuncions
- Tomàs Apòstol mort a l'Índia